# パッツィ・ルース・ミラー
- パッシー・ルス・ミラー

パッツィ・ルース・ミラー（Patsy Ruth Miller、1904年1月17日 - 1995年7月16日）とは、アメリカ合衆国の女優。『ノートルダムの傴僂男』のヒロイン、エスメラルダ役で知られる。

## 生涯
ミズーリ州セントルイスに生まれる。出生名はルース・メイ・ミラー（Ruth Mae Miller）。しかし、ハリウッドにルース・ミラー（1903年 - 1981年）という女優がいたので、混同されないよう芸名に変える。
ハリウッドでダグラス・フェアバンクスのスタジオでスクリーン・テストを受けるが、見込みはない、あきらめた方がいいと告げられる。しかし、大ファンだったアラ・ナジモヴァとハリウッド・ホテルで会い、アラの主演作『椿姫』（1921年）の小さな役をもらう。次第に大きな役をもらうようになり、1922年にはワンパス・ベビー・スターズに選出される。そして、1923年、ロン・チェイニー主演の『ノートルダムの傴僂男』でジプシーの踊り子エスメラルダを演じ、その演技が絶賛される。
その後は主にロマンティックコメディ映画でエドワード・エヴァレット・ホートンらと共演。1931年に引退する。
私生活では3度結婚。最初の夫は映画監督のテイ・ガーネット（1929年結婚 - 1933年離婚）、二番目は脚本家のジョン・リー・メイヒン（1937年結婚 - 1946年離婚）、3番目は実業家のエフィンガム・スミス・ディーンズで、1951年に結婚し、1986年に夫が亡くなるまで結婚は続いた。
3回目の結婚をした1951年、『Quebec』で女優復帰。カメオ出演で、出演を決めた理由は「冗談だった」と自叙伝で述べている。1978年にも『Mother』に出演している。また、1936年と1948年に舞台にも出演している。
女優以外では、小説『That Flannigan Girl』（1939年）を執筆。また自叙伝『My Hollywood: When Both of Us Were Young』（1988年）は、『ザ・ニューヨーカー』紙でRichard Brodyが「このジャンルの隠れた傑作」と高く評価。2012年には再版もされている。
1995年7月16日、カリフォルニア州パームデザートの自宅で死去。91歳だった。

## 家族
『荒野の決闘』の脚本家、『鬼警部アイアンサイド』『大草原の小さな家』のプロデューサーであるウィンストン・ミラー（1910年 - 1994年）は実の弟。

## 主な出演作品
- 万病即治薬 One a Minute (1921) - クレジットはなし
- 椿姫 Camille (1921)
- 無我夢中 Watch Your Step (1922) - ヒロイン
- For Big Stakes (1922) - ヒロイン
- Trimmed (1922) - ヒロイン
- 想出懐かし Remembrance (1922)
- 忍びの名将 Fortune's Mask (1922) - ヒロイン
- 天幕造師オマー Omar the Tentmaker (1922)
- Handle with Care (1922)
- 砂塵千里 The Drivin' Fool (1923)
- ノートルダムの傴僂男 The Hunchback of Notre Dame (1923) - ヒロイン（エスメラルダ）
- 我が愛したる娘 The Girl I Loved (1923) - ヒロイン
- 男の名を言え Name the Man! (1924)
- 最後の手段 My Man (1924) -　主演
- 花聟試験 The Yankee Consul (1924)
- Daughters of Today (1924) -　主演
- 唄う超人 Singer Jim McKee (1924)
- 楽天王ハム A Self-Made Failure (1924)
- 人気娘大当たり Girls Men Forget (1924) - ヒロイン
- 夜の馬鹿 Fools in the Dark (1924) - 主演
- お転婆時代 The Wise Virgin (1924) - 主演
- 乙女ごころ The Breath of Scandal (1924)
- Her Husband's Secret (1925) - ヒロイン
- Back to Life (1925) -　主演
- 風に逆らいて Head Winds (1925) - ヒロイン
- 快走百万哩 Red Hot Tires (1925) - ヒロイン
- 恋文御用心 The Girl on the Stairs (1925) - 主演
- 蕃地のロレイン Lorraine of the Lions (1925) - ヒロイン
- 試練の白ばら Rose of the World (1925) -　主演
- Hogan's Alley (1925) -　ヒロイン
- Why Girls Go Back Home (1926) -　主演
- 恋は曲者変装自在 Oh! What a Nurse! (1926) - ヒロイン
- 奔流天に騰る Hell-Bent for Heaven (1926) - 主演
- 陽気な巴里っ子 So This is Paris (1926) - ヒロイン
- 疾風武者 The Fighting Edge (1926) - ヒロイン
- 映画の都に出でて Broken Hearts of Hollywood (1926) - 主演
- 珍雄凱旋 Private Izzy Murphy (1926) - ヒロイン
- The King of the Turf (1926) -　ヒロイン
- 白黒羊 The White Black Sheep (1926) - ヒロイン
- 椿姫 Camille (1926)
- The First Auto (1927) -　ヒロイン
- 乙女純情 What Every Girl Should Know (1927) - 主演
- ニューヨーク狂想曲 Wolf's Clothing (1927) - ヒロイン
- South Sea Love (1927) -　主演
- Shanghaied (1927) -　ヒロイン
- Once and Forever (1927) -　主演
- 南京豆小僧天空の巻 A Hero for a Night (1927) - ヒロイン
- 南京豆小僧/南京豆小僧競馬の巻 Hot Heels (1928) - ヒロイン
- 新人の天地輝く We Americans (1928) - ヒロイン
- 明日の結婚 Marriage by Contract (1928) - 主演
- Red Riders of Canada (1928) -　主演
- 私のあなた Twin Bed (1929) - ヒロイン
- 恋の勝馬 The Hottentot (1929) - ヒロイン。エドワード・エヴァレット・ホートン主演
- So Long Letty (1929)
- The Aviator (1929) - ヒロイン。エドワード・エヴァレット・ホートン主演
- モダーン・イヴ The Fall of Eve (1929) - 主演
- Whispering Winds (1929) - 主演
- Wide Open (1930) - ヒロイン。エドワード・エヴァレット・ホートン主演
- 旦那様お留守 Lonely Wives (1931)
- Night Beat (1931) -　ヒロイン
- Quebec (1951)
- Mother (1978) - タイトルロールの母親役

## 著書
- That Flannigan Girl (1939) - 小説 ASIN B00087AGS6
- My Hollywood: When Both of Us Were Young (1988) - 自叙伝。ダグラス・フェアバンクス・ジュニアが序文。ISBN 978-1593934897